# Allium pueblanum
Allium pueblanum är en amaryllisväxtart som beskrevs av Hamilton Paul Traub. Allium pueblanum ingår i släktet lökar, och familjen amaryllisväxter. Inga underarter finns listade i Catalogue of Life.